# L'Unique
L'Unique és una pel·lícula francesa de ciència-ficció dirigida per Jérôme Diamant-Berger estrenada el 26de febrer de 1986.

## Sinopsi
Michel (Tcheky Karyo), un pirata electrònic que viu del saqueig de les discogràfiques, descobreix que la seva antiga xicota, que s'ha convertit en una cantant famosa (Julia Migenes), està literalment en el sentit de la paraula, ser "doblada". El científic Colewsky (Sami Frey) desenvolupa un procés de clonació hologràfica que permet reproduir la imatge tridimensional animada dels éssers vius. Aquest treball de recerca, dut a terme en el màxim secret amb el suport de la productora Vox (Charles Denner), porta a la creació del clon virtual de la cantant. Vox pretén prescindir de la cantant real, subjecta a capritxos i moments de depressió, substituint el seu clon perfecte per les aparicions a la televisió i als escenaris.
L'Unique, rodada el 1985, és el primer llargmetratge de ficció francès la creació d'efectes visuals del qual va requerir l'ús de tècniques de gràfics per ordinador en 3D, amb l'ajuda de la Sogitec (filial de Dassault Aviation), també com a tècniques digitals d'imatge mèdica.

## Repartiment
- Julia Migenes : La chanteuse
- Sami Frey : Colewsky
- Charles Denner : Vox, le producteur
- Tchéky Karyo : Michel
- Jezabel Carpi : Aline
- Thierry Rode : Rey
- Fabienne Babe : Sarah